# Permanent Damage
Permanent Damage es el primer álbum de estudio del músico escocés Joesef. Fue publicado el 13 de enero de 2023 a través del sello discográfico AWAL.

## Recepción de la crítica
Permanent Damage recibió reseñas generalmente positivas de los críticos. En Metacritic, el álbum obtuvo un puntaje promedio de 78 sobre 100, basado en 5 críticas, lo cual indica “reseñas generalmente favorables”. David Pollock, contribuidor de Record Collector, lo calificó como “una obra de introspección pop discreta y un clásico moderno del pop queer”. El crítico de la revista Clash, Robin Murray, comentó: “Un artista que confronta continuamente sus propias emociones, Permanent Damage encuentra a Joesef realzando sus intenciones y magnificando sus aspiraciones. Está manifestando la grandeza del pop y pocos apostarían en su contra”.

## Lista de canciones
| Lado uno |                                   |          |  |
| N.º      | Título                            | Duración |  |
| 1.       | «Permanent Damage»                | 1:33     |  |
| 2.       | «It’s Been a Little Heavy Lately» | 3:42     |  |
| 3.       | «East End Coast»                  | 3:47     |  |
| 4.       | «Just Come Home with Me Tonight»  | 4:08     |  |
| 5.       | «Borderline»                      | 3:35     |  |
| 6.       | «Didn’t Know How (To Love You)»   | 3:16     |  |
| 7.       | «Apt 22»                          | 3:03     |  |

| Lado dos |               |          |  |
| N.º      | Título        | Duración |  |
| 1.       | «Shower»      | 4:01     |  |
| 2.       | «Joe»         | 3:08     |  |
| 3.       | «Blue Car»    | 3:50     |  |
| 4.       | «Moment»      | 3:33     |  |
| 5.       | «Last Orders» | 3:58     |  |
| 6.       | «All Good»    | 4:07     |  |

## Posicionamiento
| Gráfica (2023)                            | Pico de posición |
| ----------------------------------------- | ---------------- |
| Reino Unido (UK Albums Chart)             | 18               |
| Reino Unido (UK Album Downloads Chart)    | 1                |
| Reino Unido (UK Independent Albums Chart) | 2                |
| Reino Unido (UK Vinyl Albums Chart)       | 5                |